# 吉田歓
吉田歓（よしだ　かん、1965年）は、建築史学者、山形県立米沢女子短期大学教授。
横浜市生まれ。1990年東北大学文学部史学科卒、98年同大学院文学研究科博士課程修了、「日本古代宮都の研究」で博士（文学）。1999年東北大学工学研究科助手、2002年山形県立米沢女子短期大学日本史学科助教授、教授。 

## 著書
- 『日中宮城の比較研究』吉川弘文館 2002
- 『古代の都はどうつくられたか 中国・日本・朝鮮・渤海』吉川弘文館 歴史文化ライブラリー 2011
- 『日中古代都城と中世都市平泉』汲古書院 2014

## 論文
- Cinii

## 注
1. ↑  『古代の都はどうつくられたか』著者紹介
2. ↑  J-GLOBAL